# Aleksander Skrzyński

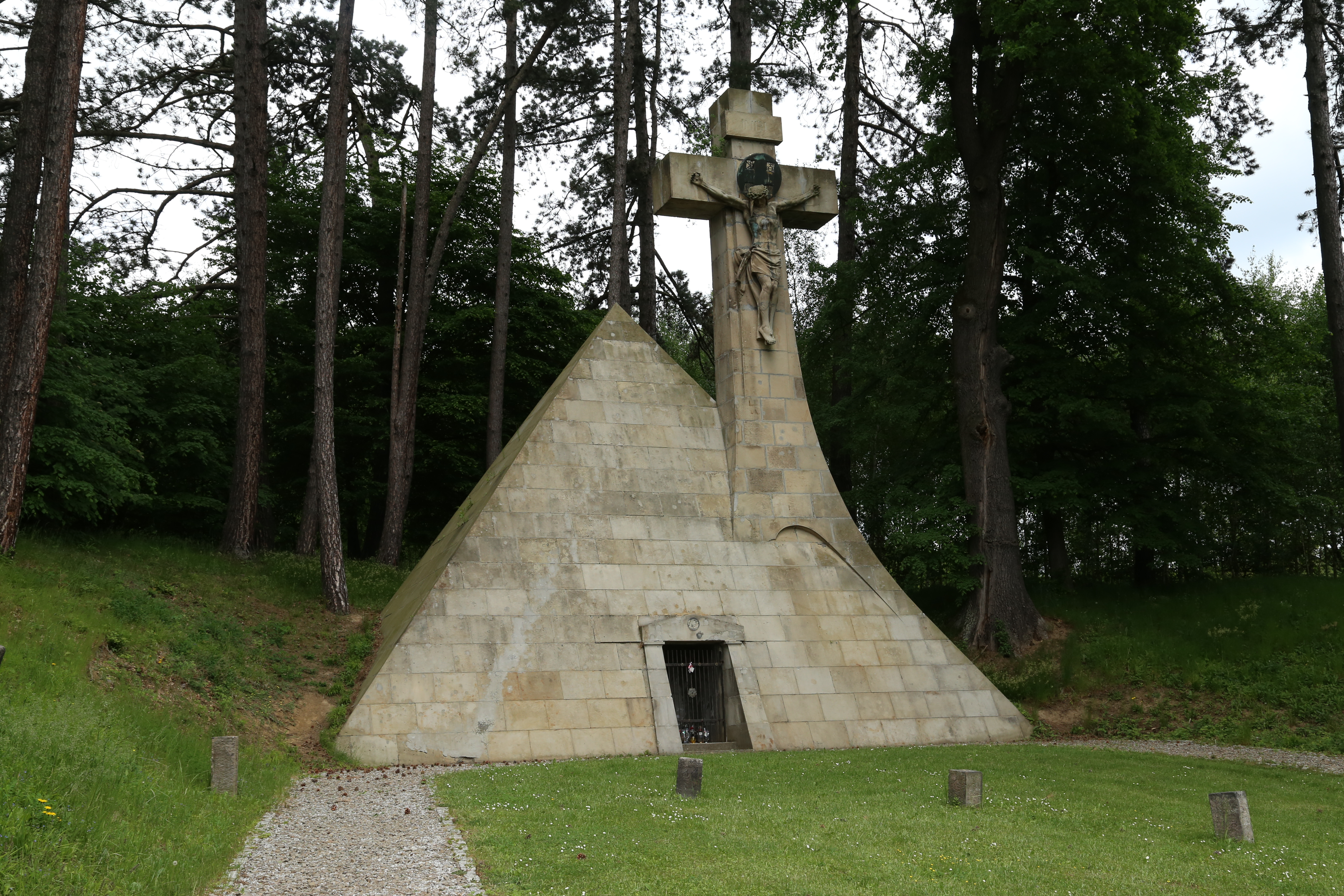
Grobowiec Aleksandra Skrzyńskiego w Zagórzanach

Aleksander Józef Skrzyński herbu Zaremba (ur. 19 marca 1882 w Zagórzanach, zm. 25 września 1931 pod Ostrowem Wielkopolskim) – polski prawnik, polityk, hrabia, premier II RP.

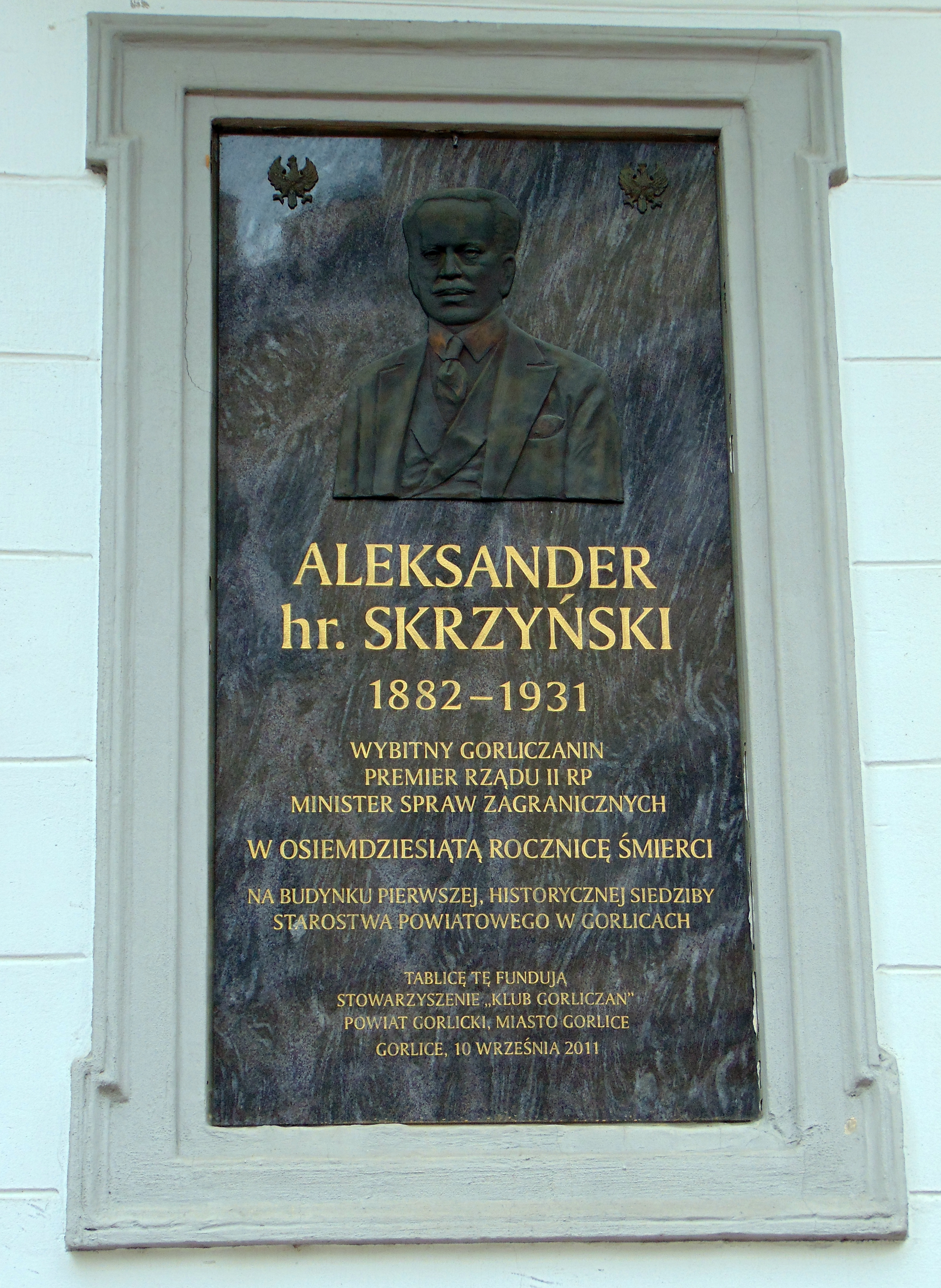
Tablica upamiętniająca Aleksandra Skrzyńskiego w Gorlicach

## Życiorys
Syn Adama i Oktawii z Tarnowskich.
Uczył się w C. K. III Gimnazjum w Krakowie, gdzie w 1900 ukończył VIII klasę i zdał egzamin dojrzałości (w jego klasie był m.in. Włodzimierz Zagórski). Studiował prawo, w latach 1900–1904 na Uniwersytecie Wiedeńskim, a w okresie 1904–1906 na Uniwersytecie Jagiellońskim. 6 lutego 1906 uzyskał stopień doktora praw. Po studiach pracował we Lwowie, następnie w starostwie w Gorlicach. Od 1908 pracował w służbie administracyjnej przy namiestnictwie galicyjskim, po czym wstąpił do austriackiej służby dyplomatycznej w ramach ministerstwa spraw zagranicznych. W 1912 został mianowany szambelanem na dworze cesarza Franciszka Józefa i przeniesiony do poselstwa w Hadze. Był attaché poselstwa w Watykanie, od 1912 pełnił funkcję sekretarza przy poselstwie w Berlinie i Paryżu. W 1914 został mianowany na stanowisko dyplomatyczne w Waszyngtonie, lecz po wybuchu I wojny światowej nie przyjął nominacji i został na własną prośbę urlopowany.
Podczas wojny służył w wojsku, awansował od stopnia szeregowca do podporucznika. Służył u boku generała Tadeusza Rozwadowskiego. W 1916 przeniesiony do rezerwy.
Zaangażował się w polskie życie polityczne w ramach konserwatywnego Stronnictwa Prawicy Narodowej. W czerwcu 1919 otrzymał nominację na posła w Bukareszcie. W rządzie Władysława Sikorskiego (1923) objął ministerstwo spraw zagranicznych. Po upadku rządu przebywał w Londynie. 27 lipca 1924 został ponownie powołany na urząd ministra spraw zagranicznych w rządzie Władysława Grabskiego. Na tym stanowisku podpisał 2 października 1924 w Genewie Protokół w sprawie pokojowego regulowania sporów międzynarodowych mający zapobiegać agresji. W kolejnym rządzie objął 20 listopada 1925 urząd premiera, który sprawował do 5 maja 1926. Po zamachu majowym Piłsudskiego odbył pojedynek z generałem Stanisławem Szeptyckim, który zarzucał mu współudział w przygotowaniu zamachu.
Po zakończeniu działalności dyplomatycznej i politycznej zajął się biznesem (przemysł drzewny). Zginął 25 września 1931 w wypadku samochodowym na szosie, 8 km od Ostrowa Wielkopolskiego. Został pochowany w rodzinnym grobowcu piramidowym na terenie swojej posiadłości w Zagórzanach.

## Odznaczenia
- Wielka Wstęga Orderu Odrodzenia Polski (2 maja 1923)[5][6]
- Krzyż Komandorski Orderu Odrodzenia Polski (2 maja 1922)[7][6]
- Wielka Wstęga Orderu Legii Honorowej (Francja)[6]
- Wielka Złota Odznaka Honorowa na Wstędze (Austria)[6]
- Wielka Wstęga Orderu Lwa Białego (Czechosłowacja)[6]
- Wielka Wstęga Orderu Korony (Włochy)[6]
- Wielka Wstęga Orderu Piusa IX (Watykan)[6]
- Wielka Wstęga Orderu Białej Róży (Finlandia)[6]
- Wielka Wstęga Orderu Gwiazdy Polarnej (Szwecja)[6]
- Wielka Wstęga Orderu Słońca (Peru)[6]
- Wielka Wstęga Orderu Świętego Sawy (Jugosławia)[6]
- Wielka Wstęga Orderu Gwiazdy (Rumunia, 14–16 września 1922)[8][6]
- Wielka Wstęga Orderu Korony (Rumunia)[6]
- Order Krzyża Wolności I klasy III kategorii (Estonia, 1925)[9][6]
- Krzyż Wielki Orderu Sokoła (Islandia, 1924)[10]
- Srebrny Medal Zasługi Wojskowej – wojenny (Austro-Węgry)[11]
- Srebrny Medal Waleczności I klasy (Austro-Węgry)[11]
- Krzyż Jubileuszowy Wojskowy (Austro-Węgry)[11]